# Aplidium annulatum
Aplidium annulatum är en sjöpungsart som beskrevs av Sluiter 1906. Aplidium annulatum ingår i släktet Aplidium och familjen klumpsjöpungar.
Artens utbredningsområde är Södra Ishavet. Inga underarter finns listade i Catalogue of Life.